# Erioptera tahanensis
Erioptera tahanensis är en tvåvingeart som beskrevs av Edwards 1928. Erioptera tahanensis ingår i släktet Erioptera och familjen småharkrankar. Inga underarter finns listade i Catalogue of Life.